# Света Ирина (Кавала)
„Света Ирина“ (на гръцки: Ιερός Ναός Αγίας Ειρήνης) е православна църква в град Кавала, Егейска Македония, Гърция, част от Филипийската, Неаполска и Тасоска епархия на Вселенската патриаршия.

## Местоположение
Храмът е разположен в западната махала Кипуполи.

## История
Първоначално религиозните нужди на новата махала се обслужват от параклиса „Света Богородица Животворящ източник“, построен в 1929 година от кмета Клеантис Термендзис, върху смятан за свещени извор. Днес църквата в едноименния парк, известна като Панагуда, е параклис на „Света Ирина“. Поради увеличението на жителите на района, от 1973 година започват усилия за построяване на нова църква. Строежът започва през март 1974 година и завършва през ноември 1975 година по план на архитект Йоанис Калайдзис. На 14 септември 1974 година в храма е отслужена първата света литургия. Храмът е осветен на 14 май 1993 година.

## Архитектура
В архитектурно отношение храмът е византийска кръстокуполна трикорабна базилика с пет купола с модерни елементи. Под храма има полифункционална зала. Вътрешността е изписана в македонски стил.